# Дубовий провулок
Дубо́вий прову́лок — провулок у Голосіївському районі міста Києва, місцевість Ширма. Пролягає від Альпійської вулиці до вулиці Катерини Грушевської.

## Історія
Провулок виник у середині XX століття під назвою Нова вулиця. З 1955 року названийв на честь радянського військового діяча, Героя Радянського Союзу Льва Доватора .
Сучасна назва на честь харакетрного для України виду дерев, а саме дубів — з вересня 2022 року. Таку назву було обрано в ході електронного голосування у застосунку «Київ Цифровий».